# Alexandria Warthogs
Die Alexandria Warthogs waren eine US-amerikanische Eishockeymannschaft aus Alexandria, Louisiana. Das Team spielte von 1998 bis 2000 in der Western Professional Hockey League.

## Geschichte
Die Alexandria Warthogs wurden 1998 als Franchise der Western Professional Hockey League gegründet. Ihre erste Spielzeit, die Saison 1998/99, schlossen sie auf dem fünften und somit vorletzten Platz der WPHL East-Division ab. In 69 Spielen gewann die Mannschaft nur 25 Mal, woraufhin Trainer Rod Davidson zur folgenden Spielzeit von Mike Zruna abgelöst wurde. Unter Zruna verschlechterte sich das Team sogar noch gegenüber dem Vorjahr und gewann in der um zwei Spieltage aufgestockten Saison 1999/2000 nur 21 Spiele und beendete die Spielzeit mit 52 Punkten auf dem letzten Platz in ihrer Division. Daraufhin beschlossen die Verantwortlichen, das Franchise aus dem Spielbetrieb der WPHL zu nehmen und es nach nur zwei Jahren, in denen jeweils die Playoffs deutlich verpasst wurden, aufgrund von Erfolglosigkeit aufzulösen.

## Saisonstatistik
Abkürzungen: GP = Spiele, W = Siege, L = Niederlagen, T = Unentschieden, OTL = Niederlagen nach Overtime SOL = Niederlagen nach Shootout, Pts = Punkte, GF = Erzielte Tore, GA = Gegentore, PIM = Strafminuten
| Saison  | GP | W  | L  | T | OTL | SOL | Pts | GF  | GA  | Platz     | Playoffs           |
| 1998/99 | 69 | 25 | 30 | — | 14  | —   | 64  | 264 | 310 | 5., WPHLE | nicht qualifiziert |
| 1999/00 | 71 | 21 | 40 | — | 10  | —   | 52  | 211 | 307 | 6., WPHLE | nicht qualifiziert |

## Bekannte Spieler
- Daniel Körber

## Team-Rekorde

### Karriererekorde
Spiele: 137  Chris Peach
Tore: 72  Chris Peach
Assists: 87  Jay Mazur
Punkte: 139  Chris Peach
Strafminuten: 330  Robert Plante